# Kerk van Onze-Lieve-Vrouw van de Wonderdadige Medaille
De Kerk van Onze-Lieve-Vrouw van de Wonderdadige Medaille was een rooms-katholiek kerkgebouw, gelegen aan het Onze-Vieve-Vrouweplein 1 te Beek. De kerk was gelegen in de woonwijk Proosdijveld.

## Geschiedenis
De wijk Proosdijveld werd aangelegd vanaf de jaren '50 van de 20e eeuw. Ze lag betrekkelijk dicht bij het oude centrum. Men had grootse plannen met deze wijk, die vlak bij de terreinen van Staatsmijn Maurits was gelegen. De huizenbouw kwam overigens pas laat op gang maar, gezien de grootse plannen, zou in een grote kerk met 800 zitplaatsen moeten worden voorzien.
In 1959 kwam er een noodkerk in de voormalige sigarenfabriek van Hennekens. De definitieve kerk werd in 1962 in gebruik genomen. Deze werd gewijd aan Onze-Lieve-Vrouw van de Wonderdadige Medaille, waarvoor de devotie sedert 1951 ook in Beek werd beoefend en waaraan ook een kapel in Beek was gewijd. Een glas-in-loodraam in de kerk toont episoden uit het leven van Catharina Labouré, die visioenen aangaande deze medaille zou hebben ontvangen. Architect was Harry Koene.
De kerk werd in 2000 onttrokken aan de eredienst. De kerkbanken kwamen in het Elsmuseum, het triomfkruis op het kerkhof, en vele andere voorwerpen werden overgebracht naar de nabijgelegen Sint-Martinuskerk. Slechts de dagkapel bleef nog geruime tijd open. In 2012 werd het gebouw gesloopt.

## Gebouw
Het betreft een doosvormig bakstenen gebouw, waarop zich een ovale tamboer bevond. Deze had hoge betonnen lichtvensters. Het gebouw had betonbanden die leken op speklagen. Ook was er een hoge, vierkante bakstenen toren. Ook stond er een klein rond betonnen torentje op het dak, dienende als lichtkoepel.